# پورفیریه، پاتریارک صربی
پاتریارک پورفیریه، اسقف اعظم صربستان (سیریلیک صربی: Порфирије؛ ۲۲ ژوئیهٔ ۱۹۶۱ –) چهل و ششمین پاتریارک کلیسای ارتدکس صربی است. از ۲۰۱۴ تا ۲۰۲۱ اسقف کلیسای ارتدکس صربی و اسقف اعظم و پاتریارک کلیسای جامع سنت میشل بلگراد و متروپولیتن زاگرب و لیوبلیانا و همچنین از ۱۹۹۹ تا ۲۰۱۴ اسقف عنوانی کلیسای اگر (مجارستان) بوده‌است.
پاتریارک پورفیریه در ۱۸ فوریه ۲۰۲۱ از جانب شورای کلیسای ارتدکس صربی به عنوان چهل و ششمین پاتریارک کلیسای ارتدکس صربی انتخاب شد.
پاتریارک «ایرینی» اسقف اعظم پیشین کلیسای ارتدکس صربی پس از ابتلا به بیماری کووید-۱۹ در سن ۹۱ سالگی درگذشت.
درگذشت اسقف ایرینی در ۲۰ نوامبر ۲۰۲۰ در بیمارستان نظامی در منطقه «راکویچا» بلگراد توسط کلیسای ارتدکس صربستان اعلام و در همان‌جا به خاک سپرده شد.